# Seebrücke (Bündnis)

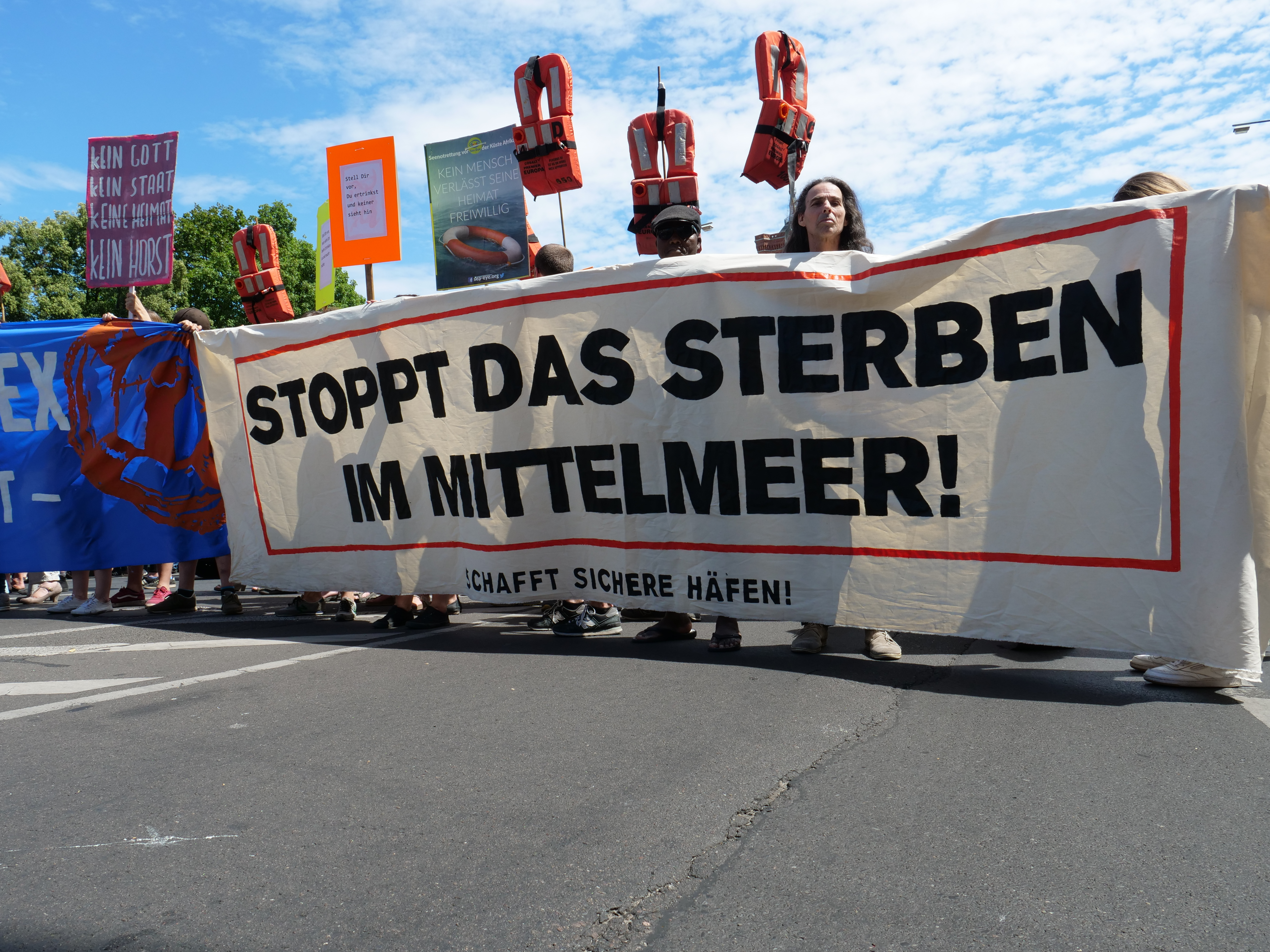
Demonstration am 7. Juli 2018 in Berlin

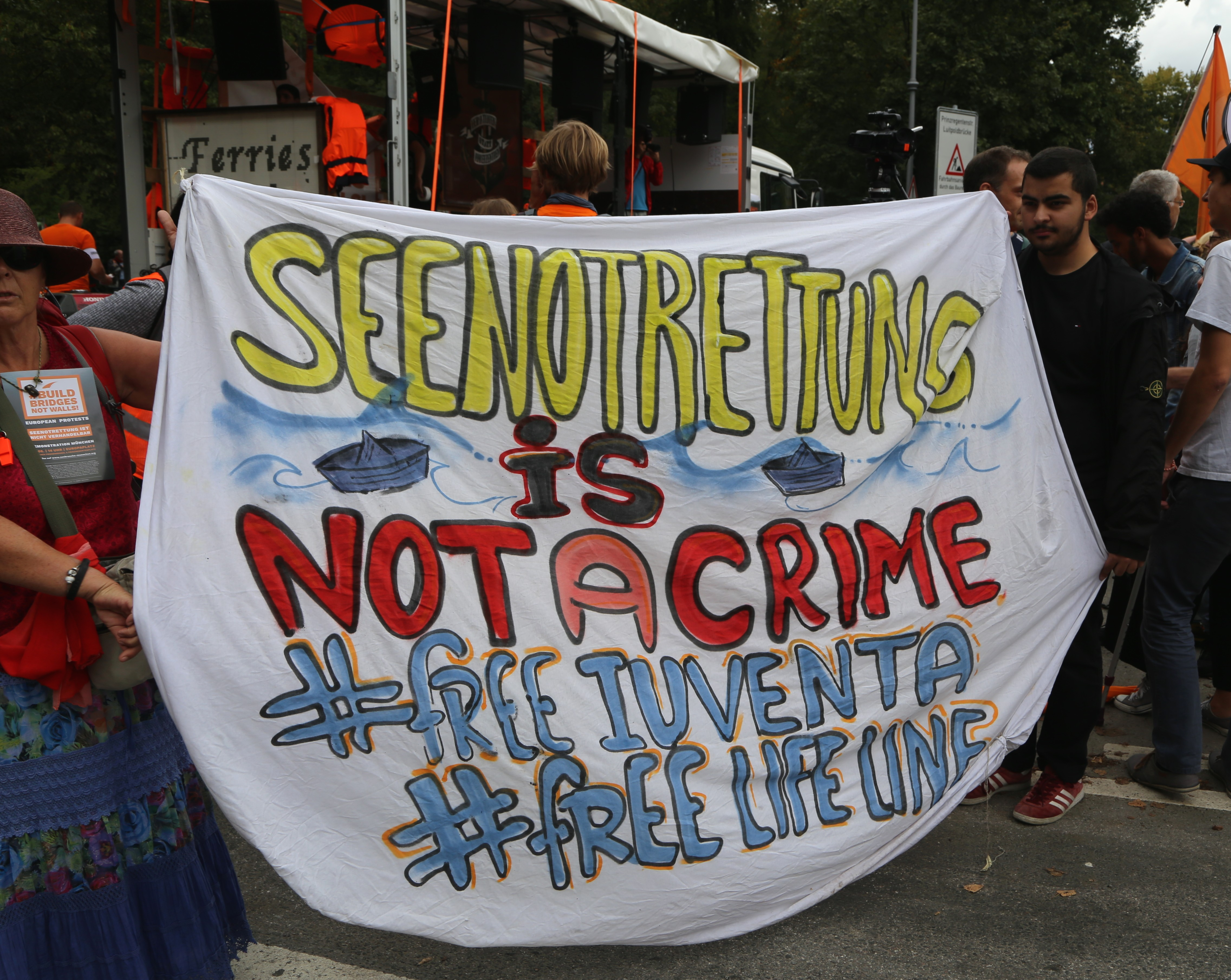
Demonstration am 25. August 2018 in München

Seebrücke. Schafft sichere Häfen ist eine dezentral organisierte, internationale, zivilgesellschaftliche Gruppierung, die sich ab 2018 formierte und gegen die europäische Einwanderungspolitik sowie insbesondere gegen die Kriminalisierung von Seenotrettung im Mittelmeer richtet. Die Akteure solidarisieren sich mit allen Flüchtenden und fordern die Politik auf, sichere Fluchtwege zu schaffen.

## Entstehung
Die Bewegung entstand spontan, nachdem im Juni 2018 das Rettungsschiff Lifeline mit 234 geretteten Menschen an Bord tagelang am Einlaufen in einen Hafen gehindert worden war. Sie wurde zunächst über eine satirische Aktion von Peng beworben, die behauptete, das Bundesministerium des Innern, für Bau und Heimat würde bis 2019 alle in Seenot geratenen Menschen in Deutschland aufnehmen. An dem Video beteiligte sich der Schauspieler Jan Josef Liefers, die Bewegung wurde vom Entertainer Jan Böhmermann beworben. An der Konzeption des gesamten Entstehungsprozess des Bündnisses, waren die Band KAFVKA sowie der Mensch Mensch Mensch e. V. maßgeblich beteiligt. Seit der Saison 2019/20 wird Seebrücke durch den Fußballverein SV Babelsberg 03 unterstützt, indem statt Trikotwerbung auf die Bewegung aufmerksam gemacht wird.

## Forderung
Die Bewegung fordert europaweit sichere Fluchtwege, eine menschenwürdige Aufnahme von Geflüchteten und eine Entkriminalisierung der Seenotrettung. Nach Angaben der Organisatoren gingen seit Anfang Juli 2018 in Deutschland in über 30 Städten insgesamt mehr als 79.000 Menschen auf die Straße. An den bisher größten Demonstrationen am 7. Juli 2018 in Berlin nahmen 12.000 Menschen teil und am 2. September 2018 nahmen in Hamburg sogar 16.400 Menschen teil, auch in anderen Großstädten wie Köln gingen tausende Menschen auf die Straße.

## Orange Westen
Die Bewegung Seebrücke wird von über siebzig Organisationen unterstützt.
Als Zeichen der Solidarität mit Seenotrettern und flüchtenden Menschen werden auf die Farbe der Rettungswesten bezugnehmend auf den Demonstrationen wie auch im Alltag orange Kleidungsstücke, Tücher und Ballons getragen.
An zahlreichen Kirchen wurden, nach außen sichtbar, orangefarbene Rettungswesten angebracht.

## Sicherer Hafen
Viele Deutsche Städte und Gemeinden bekennen sich per Stadtratsbeschluss als Sicherer Hafen. Sie bieten nach eigenen Angaben aus Seenot geretteten Menschen Schutz und Aufnahme und unterstützen die Seenotrettung aktiv. Der Bund muss jedoch weiter den Großteil der Kosten für die aufgenommenen Flüchtlinge übernehmen und auf die Städte kämen nur geringe Mehrkosten zu.
Die Stadt Freiburg im Breisgau war am 1. August 2018 die erste Stadt, die dieser Aktion beitrat. Inzwischen sind bis zum Mai 2024 321 Städte und Kreise Sicherer Hafen geworden. Diese Kommunen stammen aus allen deutschen Bundesländern. Hinzu kommt die Stadt Salzburg in Österreich. Bislang hat allerdings keine Stadt bzw. kein Kreis alle acht vom Bündnis gestellten Forderungen (Öffentliche Solidaritätserklärung, Aktive Unterstützung der Seenotrettung, Aufnahme zusätzlich zur Quote, Aufnahmeprogramme unterstützen, Kommunales Ankommen gewährleisten, Nationale und europäische Vernetzung, Bündnis Städte Sichere Häfen und Transparenz) vollständig umgesetzt.

## Demonstrationen

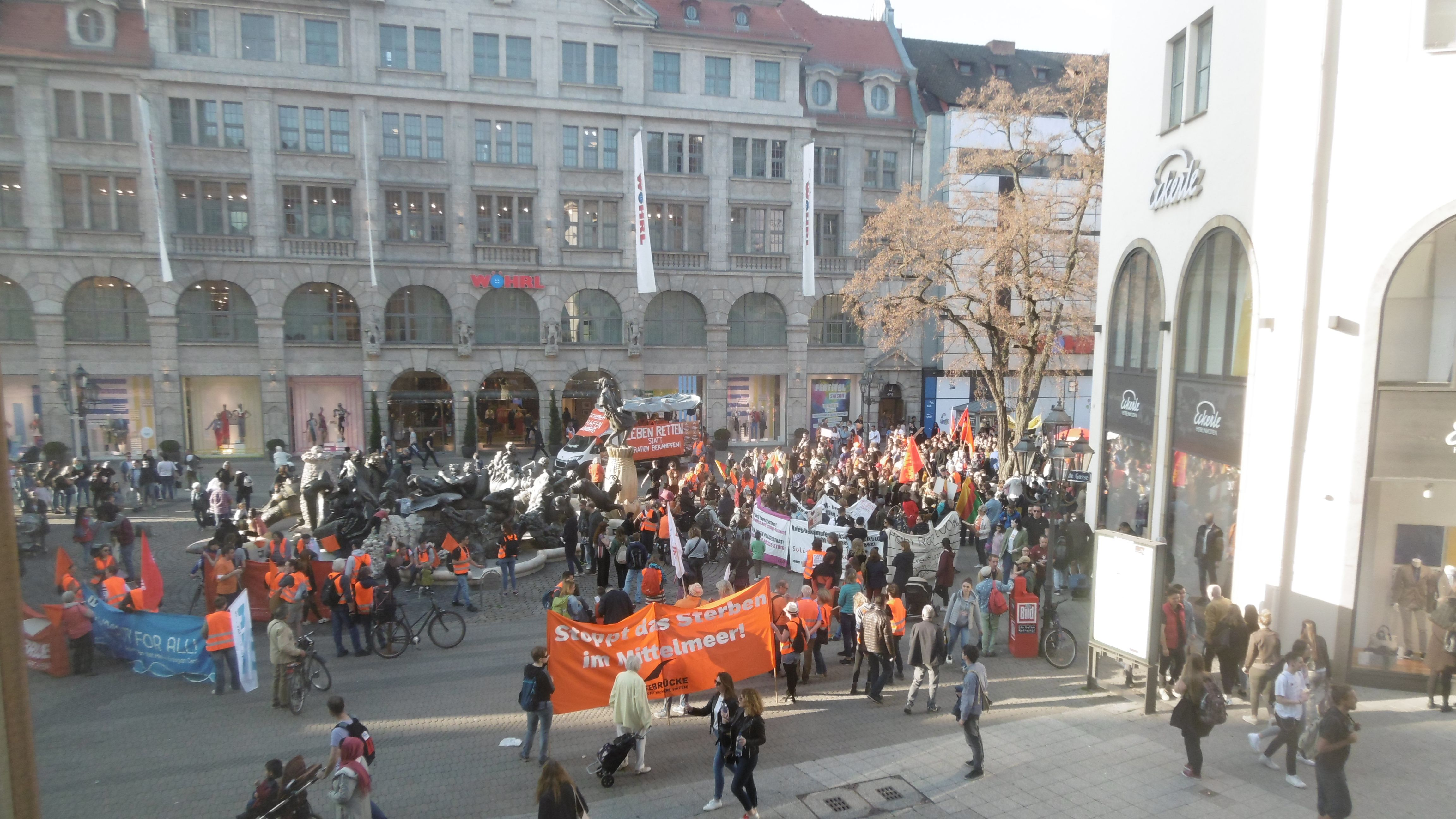
Demo „Sicherer Hafen“ in Nürnberg (3. März 2019)

In folgenden Städten haben sich Aktionsgruppen gebildet bzw. laufen Verhandlungen im Stadtrat:

### Nürnberg
Am 30. März 2019 demonstrierten etwa 700 Menschen für ein Bekenntnis der Stadt Nürnberg als „Sicherer Hafen“.

### Berlin
Am 30. März 2019 demonstrierten mehrere Tausend Menschen für ein Bekenntnis der Stadt Berlin als „Sicherer Hafen“.